# Giuseppe Petrilli
Pour les articles homonymes, voir Petrilli.
Giuseppe Petrilli (24 mars 1913 – 13 mai 1999) est un professeur et Commissaire européen italien.
N'étant pas un politicien, il est nommé premier commissaire européen italien dans la Commission Hallstein I à partir de janvier 1958, avec la responsabilité des Affaires sociales. En septembre 1960 (ou décembre 1960, ou 8 février 1961), il démissionne et est remplacé par Lionello Levi Sandri.
Professeur, Giuseppe Petrilli devient président de l'IRI (Institut italien pour la reconstruction industrielle – un puissant holding appartenant à l'État) en 1960 et y sert pendant près de vingt ans, jusqu'en 1979. Il décède le 13 mai 1999, âgé de 86 ans.
Giuseppe Petrilli est membre en 1979 du groupe qui a produit le rapport Spierenburg sur l'amélioration des méthodes de travail de la commission.
Giuseppe Petrelli devient membre du 8e sénat italien après les élections de 1979.